# Garde-moi ma femme
Pour plus de détails, voir Fiche technique et Distribution.
Garde-moi ma femme (Ich vertraue Dir meine Frau an) est un film allemand réalisé par Kurt Hoffmann, sorti en 1943.

## Synopsis
Peter Trost est un célibataire endurci et propriétaire d'une entreprise couronnée de succès ayant pour clientèle les célibataires. Elle a inventé ainsi une machine pour tartiner les petits pains. Pour échapper à sa secrétaire Lil qui a le béguin pour lui, il va prendre des vacances. À la gare, il rencontre Robert Deinhardt, un ancien camarade d'école. Sa femme Ellinor est furieuse, parce que Robert veut se rendre à un congrès d'architecte sans elle. Elle croit que Robert va la tromper avec Mary, sa jolie secrétaire. Aussi le menace-t-elle de faire de même avec Fred Hansen, un chef d'orchestre. Robert demande à Peter de prendre deux jours sur ses vacances pour surveiller son épouse.
Peter suit l'active Ellinor dans chacune de ses activités, il l'accompagne à la piscine du TC Blau-Weiss Berlin et prend un omnibus pour aller à Zehlendorf. Il réussit à entrer dans l'appartement d'Ellinor, où se trouve déjà Fred. Cela aboutit à des situations grotesques qui conduisent Peter en garde à vue et à faire appel à son ami Kurt, un avocat. Le soir, Peter suit Ellinor à l'Astoria, où va se produire Fred Hansen, et le boxeur poids lourd Emil Sanfthuber fait de l'œil à Ellinor. Seulement Peter tombe sur sa secrétaire Lil dont il a bien du mal à se débarrasser.
Il croise de même Kurt qui lui conseille de faire attention. Peter et Ellinor discutent ouvertement et calmement. Kurt parvient à écarter Emil Sanfthuber, ce qui n'était pas du tout prévu. Quand Ellinor apprend par téléphone que son mari la trompe bien avec sa secrétaire, la soirée finit plus tôt que prévu.
Ellinor et Peter vont à l'appartement de Peter, où ils continuent leur conversation. Mais les surprises ne sont pas finies. Tour à tour apparaissent Lil, Kurt et Robert Deinhardt. Lil se rend compte que Peter ne veut pas d'elle et se console dans les bras de Kurt. Robert et Elinor se séparent. Ellinor se met en couple avec Peter.

## Fiche technique
- Titre oiginal : Ich vertraue Dir meine Frau an
- Titre français : Garde-moi ma femme[1]
- Réalisation : Kurt Hoffmann assisté de Helmut Weiss
- Scénario : Bobby E. Lüthge (de), Helmut Weiss, Erich Kästner
- Musique : Werner Bochmann (de), Franz Grothe (chanson)
- Direction artistique : Willi A. Herrmann
- Directeur de la photographie : Willy Winterstein
- Son : Alfred Zunft
- Montage : Elisabeth Pewny
- Pays d'origine :  Reich allemand
- Genre: Comédie romantique
- Production : Robert Leistenschneider (de)
- Société de production : Terra Filmkunst
- Société de distribution : Deutsche Filmvertriebs (DFV)
- Longueur : 88 minutes
- Format : Noir et blanc - 1,37:1 - Mono
- Dates de sortie :
  - Troisième Reich : 2 avril 1943
  - Danemark : 6 septembre 1943
  - Suède : 26 novembre 1943
  - France : 1er décembre 1943[1].

## Distribution
- Heinz Rühmann: Peter Trost
- Lil Adina: Ellinor Deinhardt
- Werner Fuetterer: Robert Deinhardt
- Else von Möllendorf: Lil, la secrétaire
- Arthur Schröder: Kurt, l'avocat
- Paul Dahlke: Emil Sanfthuber
- Kurt von Ruffin: Fred Hansen
- Alexa von Porembsky: Frieda, la bonne
- Willy Witte: Fritz, le frère d'Ellinor
- Ingrid Ostermann: Mary, la secrétaire de Robert
- Wilhelm Bendow: Le serveur de l'Astoria
- Clemens Hasse (en): Le maître-nageur
- Gerhard Bienert: L'agent de la circulation
- Hans Meyer-Hanno: L'agent de police
- Ernst Rotmund: Le client au téléphone
- Ralph Lothar: Schulz, le coiffeur
- Erwin Biegel: Le voyageur
- Walther Bechmann: Le commissaire de police
- Paul Ludwig Frey: Homme voulant danser avec Ellinor
- Sergei Woischeff: Le barman de l'Astoria
- Fred Goebel: Le serveur du restaurant de la gare
- Ernst G. Schiffner: Le client du restaurant de la gare
- Karl Heidmann: Le portier du Continental
- Oskar Höcker: Le portier no 6
- Ingrid Lutz: L'amie de Lil
- Charly Berger: L'officier de police au commissariat
- Fritz Busch: Gast im „Astoria“
- Wolfgang Dohnberg: Un client de l'Astoria
- Fritz Draeger: Un client de l'Astoria
- Werner Gillkötter: Un client de l'Astoria
- Ferdinand Robert: Un client de l'Astoria
- S.O. Schoening: Un client de l'Astoria

## Histoire
Le film est tiré d'une pièce de théâtre hongroise au même titre, Angyalt vettem feleségul, de János Vaszary, présenté en 1932. Elle a déjà fait l'objet d'une adaptation hongroise réalisée par l'auteur, sortie sous le titre Rád bízom a feleségem en 1937.
Le scénario de l'adaptation allemande est écrit par Bobby E. Lüthge (de) en collaboration avec Helmut Weiss et Erich Kästner qui ne sont pas mentionnés au générique ; par ailleurs, malgré son interdiction par les nazis, Kästner écrit des scénarios sous le pseudonyme de Berthold Bürger.
La musique du film est signée par Werner Bochmann (de), cependant la chanson Allerschönste aller Frauen interprété par Kurt von Ruffin est écrite par Willy Dehmel et composée par Franz Grothe.